# Thomas De Bie
Thomas De Bie (29 januari 1997) is een Belgisch voetballer die als doelman speelt. Hij staat onder contract bij AFC Tubize.

## Clubcarrière
De Bie is afkomstig uit de jeugd van Cercle Brugge, dat hem in 2014 overnam van KV Mechelen. Op 19 maart 2016 debuteerde hij in de tweede klasse tegen Excelsior Virton. Miguel Van Damme kreeg na 76 minuten een rode kaart, waardoor De Bie zijn debuut mocht maken. Cercle speelde 2–2 gelijk. Op 25 september 2016 kreeg de doelman zijn eerste basisplaats tegen Oud-Heverlee Leuven. Cercle verloor de thuiswedstrijd met 2–4.
In mei 2017 maakte de transfervrije De Bie de overstap naar KV Oostende, waar hij aanvankelijk derde doelman werd na Silvio Proto en William Dutoit. Later kwamen daar nog Mike Vanhamel en Fabrice Ondoa bij als concurrenten, waardoor De Bie in twee jaar tijd geen enkele officiële wedstrijd speelde voor Oostende. In augustus 2019 keerde De Bie dan ook terug naar AFC Tubize, waar hij vroeger in de jeugd speelde. Ditmaal werd hij eerste doelman in het eerste elftal van Les Sang et Or.

## Clubstatistieken
| Seizoen         | Club            | Land            | Competitie             | Competitie | Competitie | Beker | Beker | Europees | Europees | Totaal | Totaal |
| Seizoen         | Club            | Land            | Competitie             | Wed.       | Dlp.       | Wed.  | Dlp.  | Wed.     | Dlp.     | Wed.   | Dlp.   |
| --------------- | --------------- | --------------- | ---------------------- | ---------- | ---------- | ----- | ----- | -------- | -------- | ------ | ------ |
| 2015/16         | Cercle Brugge   | Vlag van België | Tweede klasse          | 1          | 0          | 0     | 0     | —        | —        | 1      | 0      |
| 2016/17         | Cercle Brugge   | Vlag van België | Eerste klasse B        | 5          | 0          | 1     | 0     | —        | —        | 6      | 0      |
| 2017/18         | KV Oostende     | Vlag van België | Eerste klasse A        | 0          | 0          | 0     | 0     | 0        | 0        | 0      | 0      |
| 2018/19         | KV Oostende     | Vlag van België | Eerste klasse A        | 0          | 0          | 0     | 0     | —        | —        | 0      | 0      |
| 2019/20         | AFC Tubize      | Vlag van België | Eerste klasse amateurs | 22         | 0          | 0     | 0     | —        | —        | 22     | 0      |
| 2020/21         | AFC Tubize      | Vlag van België | Tweede afdeling        | 2          | 0          | 0     | 0     | —        | —        | 2      | 0      |
| Carrière totaal | Carrière totaal | Carrière totaal | Carrière totaal        | 30         | 0          | 1     | 0     | 0        | 0        | 31     | 0      |

Bijgewerkt op 5 oktober 2020.